# Ієнг Сарі
Ієнг Сарі (24 жовтня 1925 , Дельта Меконгу, Чавінь, Південний В'єтнам  — 14 березня 2013 , Пномпень ) — камбоджійський політик, колишній міністр закордонних справ в уряді «червоних кхмерів».
Співзасновник і старший з «червоних кхмерів», один із головних архітекторів камбоджійського геноциду.
Член Центрального комітету Комуністичної партії Кампучії на чолі з Полом Потом і урядовець Демократичної Кампучії в 1975—1979 рр. — обіймав посаду міністра закордонних справ і віцепрем'єр-міністра.
Був відомий як «Брат номер три», оскільки був третім у команді після Пол Пота та Нуон Чеа.
Його дружина Ієнг Тіріт (уроджена Кхієу) була міністром соціальних справ в уряді червоних кхмерів.
Єнг Сарі був заарештований у 2007 році та був звинувачений у злочинах проти людяності, але помер від серцевої недостатності до того, як справа проти нього була доведена до вироку.

## Життєпис

### Перші роки
Сарі народився в селі Нхан-Хоа, яке розташоване в окрузі Луонг-Хоа, район Чау Тхань, провінція Тра Вінь, південний В'єтнам, в 1925 році.
Його батько Кім Рієм був кхмерським кромом, а його мати Тран Тхі Лой була як китаянкою.
Сарі змінив своє ім'я з в'єтнамського Кім Транг, коли він приєднався до червоних кхмерів.
Він був шурином лідера червоних кхмерів Пол Пота (справжнє ім'я: Салот Сар).
Сарі та Салот Сар навчалися в ліцеї Сісоват у Пномпені, де також навчалися їхні майбутні дружини, сестри Кхіє Тіріт і Кхіеу Поннарі.
Перед тим, як покинути Камбоджу, щоб навчитися в Парижі, Сарі була заручена з Кхієу Тірітом.

Сарі та Салот Сар також навчалися разом у Парижі. Перебуваючи там, Сарі винайняла квартиру в Латинському кварталі, славетний студентським радикалізмом.
Сарі та Хіє Тіріт одружилися в ратуші 15-го округу Парижа взимку 1951 року.
Тіріт взяла ім'я свого чоловіка, ставши Ієнг Тіріт.

### Кар'єра
Після повернення до Камбоджі у вересні 1960 року він був прийнятий до Центрального комітету Робітничої партії Кампучії.

Після падіння Кхмерської республіки 17 квітня 1975 року Сарі особисто звернувся до емігрантів з проханням допомогти відновити Камбоджу.
Однак, коли вони повернулися до Камбоджі, їх заарештували по прибуттю та кинули до буцегарень.

Він приймав іноземних гостей, а також відповідав за чистки та арешти в урядових міністерствах.

Наприкінці 1977 року в ООН він відкинув звинувачення камбоджійських біженців, які хотіли почати дискусію з урядом червоних кхмерів. Разом із Пол Потом Єнг Сарі був заочно засуджений до смертної кари Народним революційним трибуналом після повалення демократичного кхмерського режиму червоних кхмерів В'єтнамськими військами в 1979 році.
Король Нородом Сіанук офіційно помилував Іенга Сарі в 1996 році після його відходу від Пол Пота.
Він був засновником Руху демократичного національного союзу, який відколовся від Партії національної єдності Камбоджі.

## Арешт і суд
Ієнг Сарі, проживав у «розкішній віллі в Пномпені, оточений охоронцями та колючим дротом»
,
був заарештований 12 листопада 2007 року в Пномпені за ордером на арешт від трибуналу Камбоджі

за воєнні злочини та злочини проти людства.
Його дружина Ієнг Тіріт також була заарештована за злочини проти людства.

16 грудня 2009 року трибунал офіційно висунув йому звинувачення в геноциді за участь у знищенні в'єтнамської та мусульманської меншин у Камбоджі.

## Смерть
Сарі помер у Пномпені 14 березня 2013 року у віці 87 років, перш ніж справа проти нього була доведена до вироку.
У нього багато років були проблеми з серцем, а також інші захворювання.
4 березня 2013 року його доставили з камери спеціального трибуналу до лікарні через, шлунково-кишкові проблеми.

Тіло Сарі було перевезено до його дому в провінції Бантеймеантьєй.
Тіло пролежало сім днів перед кремацією.

На момент смерті Сарі перебував під судом за причетність до злочинів «червоних кхмерів».

Елізабет Сімонно Форт, адвокат потерпілих, зазначила: «Для жертв ця смерть звужує рамки судового процесу та обмежує їхні пошуки правди та справедливості».